# Shangri-La (Light Novel)
Shangri-La (jap. シャングリ・ラ) ist eine japanische Light-Novel-Reihe, die von Eiichi Ikegami geschrieben und von Ken’ichi Yoshida illustriert wurde. Erstmals wurde sie vom April 2004 bis zum Mai 2005 veröffentlicht. Später wurde sie als Manga und Anime-Fernsehserie adaptiert.

## Handlung
Die Handlung beginnt in einer nicht allzu fernen Zukunft, in der sich Tokio zur weltgrößten Dschungelstadt verwandelt hat, die CO2 absorbieren soll. Regiert wird die Welt der Charaktere durch eine Atlas genannte Regierungsorganisation, welche versucht die CO2-Emissionen gering zu halten. Dazu zwingt sie die Einwohner, deren Gruppierungen als Metal Age bezeichnet werden, sich an die strengen Auflagen zu halten. Im Hintergrund wird jedoch mit dem CO2 gehandelt und es werden Messungen manipuliert.
Die Protagonistin Kuniko Hōjō wird zu Beginn von Atlas gefangen gehalten, muss aber entlassen werden, da sie ihre Strafe abgesessen hat. Vom Wärter unerwartet wird sie sogleich von den Transvestiten Momoko, Miiko und deren rauen Fahrer Takehiko abgeholt. Nach ihrer Abwesenheit muss sie feststellen, dass sich die Verhältnisse kaum geändert haben. Überraschenderweise wird die Siedlung jedoch vom Militär angegriffen, da dieses glaubt, dass sich die Einwohner nicht an die Regeln des CO2-Ausstoßes halten würden. Bei der Auseinandersetzung trifft Kuniko mit ihrem Bumerang ein besonderes Messer eines Soldaten, was daraufhin ein allgegenwärtiges Geräusch hinterlässt. Infolgedessen wird die Stadt von einer unbekannten Macht bombardiert. Nun versuchen beide verfeindeten Parteien hinter das Geheimnis zu gelangen, können jedoch keine Spuren ausfindig machen.

## Entstehung und Veröffentlichungen
Die Light-Novel-Reihe Shangri-La erschien vom April 2004 bis zum Mai 2005 innerhalb des Magazins Newtype, welches von Kadokawa Shoten herausgegeben wird. Schreiber der Geschichte war Eiichi Ikegami. Die Illustrationen wurden von Ken’ichi Yoshida angefertigt.

## Manga
Aufbauend auf der Handlung der Light Novel zeichnet Tasuku Karasuma einen gleichnamigen Manga, der seit dem Januar 2009 innerhalb des Magazins Ace Assault veröffentlicht wird.

## Anime
Regisseur Makoto Bessho verfilmte die Geschichte in Form einer 24-teiligen Anime-Fernsehserie, deren Drehbuch von Hiroshi Ōnogi geschrieben wurde und Charakterdesign von Range Murata entworfen wurde. Sie arbeiteten dafür für das Studio Gonzo, dessen Mitarbeiter die Animation übernahmen. Seit dem 5. April 2009 wird die Serie auf den japanischen Fernsehsendern Chiba TV und TV Saitama übertragen. Weitere Sender wie KBS Kyōto, Sun TV, Tokyo MX, TV Aichi, TV Hokkaido, TV Kanagawa und TVQ Kyushu Broadcasting begannen einige Tage später mit der wöchentlichen Ausstrahlung der Serie.

### Synchronisation
| Rolle        | japanischer Sprecher (Seiyū) | englischer Sprecher |
| ------------ | ---------------------------- | ------------------- |
| Kuniko Hōjō  | Mikako Takahashi             | Lindsay Seidel      |
| Mikuni       | Yui Ariga                    | Apphia Yu           |
| Karin Ishida | Yuka Iguchi                  | Austin Tindle       |

### Musik
Im Vorspann wurde der Titel Kimi Shinitamō Koto Nakare (キミシニタモウコトナカレ) von May’n verwendet. Das Stück des Abspanns stammt von midori und trägt den Titel Hajimari no Asa ni Hikari Are. (はじまりの朝に光あれ。).